# Famille de Gail
 (septembre 2024).
Améliorez-le ou discutez des points à vérifier. 
 (septembre 2024).
Si vous disposez d'ouvrages ou d'articles de référence ou si vous connaissez des sites web de qualité traitant du thème abordé ici, merci de compléter l'article en donnant les références utiles à sa vérifiabilité et en les liant à la section « Notes et références ».
La famille de Gail est une famille noble d'Alsace originaire de la région de Cologne en actuelle Rhénanie-du-Nord-Westphalie.
Cette famille compte parmi ses membres des officiers, des magistrats, des maires de Mulhouse.

## Histoire
Gustave Chaix d'Est-Ange écrit que cette famille est originaire de Cologne où dès le XVIe siècle elle appartenait au patriciat de cette ville. Il ajoute que l'empereur Maximilien II a anobli le 1er mai 1573,, son conseil André de Gail, né en 1519, jurisconsulte renommé et diplomate habile, qui avait épousé Christine de Kannengiessen. Leur fils, Henri-André de Gail, né en 1579, reçut en 1620 de l'empereur Ferdinand II le fief d'Obernai. 
La famille de Gail est une famille patricienne dans les milieux politiques de Cologne où ses membres sont sénateurs ou bourgmestres. Les Gail, avec les autres familles patriciennes, sont impliqués dans le négoce rhénan, les affaires juridiques et dans la diplomatie de cette ville. Les Gail de Cologne arrivent en Alsace au début du XVIIe siècle (royaume de France) où ils s'établissent durablement.
La descendance s'est divisée en deux branches. Une troisième branche est née avant l'installation en France.

### Des origines dans la cité de Cologne

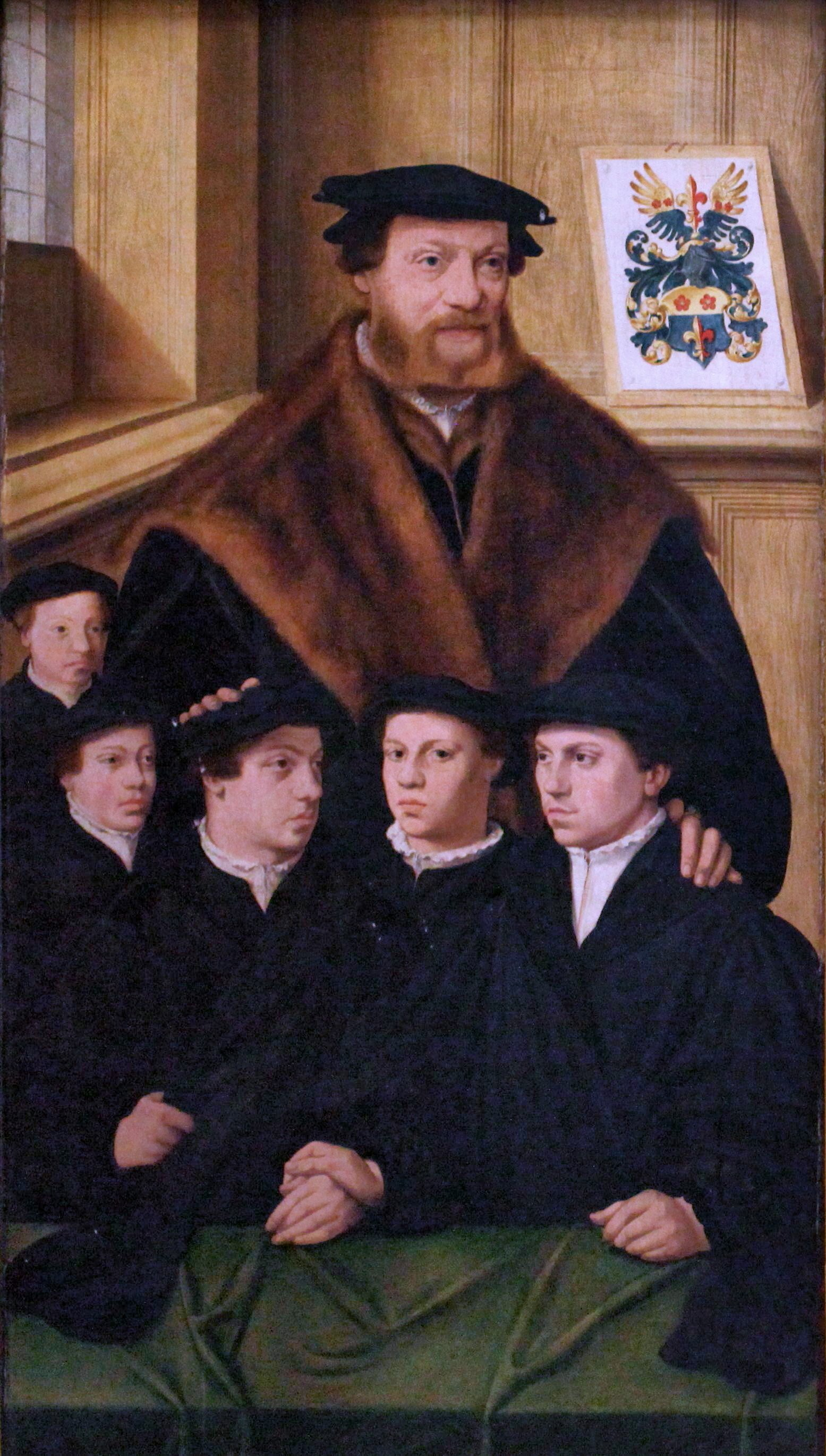
Philipp von Gail (1498–1558) et cinq de ses fils par Bartholomaeus Bruyn le Vieux.

Selon Karl von Kempis, dans sa thèse consacrée à Andreas Gaillus von Gayl, estime qu'à la suite d'événements incertains, la famille de Gail « se serait appauvrie pour se relever au XVe siècle »,. 
La plus ancienne mention retrouvée de la famille dans la cité rhénane date de 1301 dans les registres de l’Université de Cologne. C'est en effet entre le XIVe et le XVe siècle que les Gail investissent le patriciat de la ville de Cologne qui devient ville libre d'Empire en 1475.
Fils de Heintze Gail, Jodocus Gail (alors encore orthographié Gayl), né en 1465, négociant en vins et en produits de luxe, est cité comme membre du patriciat de Cologne en 1510. Il épouse Helena von Reidt, fille de Hermann von Reidt, consul de Cologne, elle-même supposément originaire de Rommerskirchen.

### Une famille du patriciat de Cologne auXVIesiècle
Au XVIe siècle les Gail vont occuper des fonctions au Sénat de la ville.
En 1899 est érigée une haute tour de pierre, sur les bords du Rhin dans le vieux quartier de Cologne. Il s'agit d'une tour construite par la ville pour honorer le souvenir de la famille. En haut de la tour sont sculptées les armoiries du Reich, les armoiries de la ville de Cologne et les armoiries de Gail. Contingente au bâtiment Stapelhaus, cette tour se situe sur les bords du Rhin, qui était l'élément essentiel au commerce et la prospérité des Gail et plus généralement de Cologne. Elle se situe aussi non loin de l'église Sainte-Brigitte (où est enterré le baron Andreas de Gail) et non loin de l'église Saint-Martin. Fait remarquable : en 1945, les bombardements alliés ont dramatiquement atteint le quartier du vieux-Cologne. Le quartier est alors complètement détruit, sauf la Tour de Gail qui reste encore intacte à ce jour.[réf. nécessaire]

### Philippe I de Gail
Les armoiries des Gail, deux roses et une fleur de lys, sont utilisées par la famille depuis au moins le XIVe siècle, comme il était commun de le faire dans les dynasties patriciennes. Elles sont octroyés à Phillipe I par Charles Quint le 12 mai 1545. Toutefois, comme indiqué plus haut, la noblesse des Gail est antérieure au XVe siècle. Les Gail de Cologne ne font que relever le nom en obtenant confirmation et amplification.

### Andreas de Gail
Andreas de Gail est le fils de Philippe de Gail et père d'Henri-André de Gail, il va conduire une carrière politique et juridique brillante qui fera de lui et pour longtemps un doctrinaire majeur du droit allemand et européen moderne, du moins jusqu'à la révolution française. Après des études à travers toute l'Europe, il obtient un doctorat de droit à Bologne en 1555. Il épouse Anne Klawens à Louvain en 1552, alors qu'il est encore étudiant.
Conseiller et référendaire aulique auprès de l’empereur Maximilien II, puis de l’empereur Rodolphe II, il est un haut diplomate régulièrement dépêché en France ou au Vatican, il parle couramment le français et l'italien (il a fait ses études à Cologne, Orléans, Louvain et Bologne), il tient ses discours au Pape et aux évêques en latin, notamment lorsqu'il est envoyé par l'empereur devant Grégoire XIII et 22 cardinaux afin de protester contre l'élévation papale de Cosme de Médicis au titre de Grand Duc de Toscane.
Esprit brillant, érudit et cosmopolite, grand homme d'état et intellectuel typique de la Renaissance, Andreas inaugure les premiers liens affectifs de la famille avec la France. Ayant fait une partie de ses études à l'Université d'Orléans, il parle couramment le français. Influent politicien attaché au service du Saint-Empire, il escorte l’archiduchesse Élisabeth d’Autriche à Mézières, où il prononce le discours d’usage lors du mariage de la fille de l’empereur avec le roi de France Charles IX, le 26 novembre 1570.
En 1573, Maximilien II anoblit Andreas par lettres patentes (le souvenir de son père, le baron Philippe, est évoquée), son titre de baron, pour lui et ses descendants mâles, ainsi que le titre de comte palatin.
Médiateur habile, il est missionné par l'empereur Rodolphe II en 1577 pour régler le conflit entre Don Juan d'Autriche et les rebelles de Guillaume d'Orange. Il doit encore intervenir au cours de la terrible guerre de Cologne, qui met en grave péril l'électorat de la ville des Gail (son frère, Philippe II de Gail, est alors bourgmestre). Les négociations d'Andréas auprès du Sénat et du chapitre, avec l'appui de sa famille et du patriciat catholique de la ville, s'avèrent décisives. La crise de Cologne se conclut par l’élection d'un prince catholique bavarois à l'archevêché de Cologne, et par la révocation papale de l'ex-prince électeur, Gerhard Truchsess de Waldbourg qui avait décidé de se convertir au protestantisme et de faire ainsi passer une majorité de l'électorat colonais au parti réformé et rebelle à l'empereur.
Sénateur de Cologne, chancelier de l’archevêque, juriste éminent,, l’influence de ses livres aura un impact considérable sur la jurisprudence allemande jusqu’au XVIIIe siècle. Il est surnommé Gaillus ou le Papinien moderne par ses pairs (Papinien était l'un des plus fameux jurisconsultes romains aux IIe et IIIe siècles). Son œuvre, portant sur l'organisation juridique de l'État, est tout à fait majeure. S'inspirant constamment de l'esprit du droit romain, sur lequel doit être organisé le Saint-Empire, la doctrine d'Andreas est une harmonie complexe et délicate entre droit romain -compris comme droit commun- et droits et coutumes locaux. Ses œuvres demeureront durant deux siècles des références absolues pour les étudiants de l'Empire et pour les législateurs. La révolution française et la propagation du jacobinisme au tournant de la révolution et de l'empire de Bonaparte constitueront une rupture durable pour ce magistère traditionnel que représentait la doctrine d'Andreas de Gail.
Son frère Philippe de Gail (de) (1525–1574) fut six fois Bürgermeister de la ville libre de Cologne. Quant aux autres fils de Philippe Ier, ils s’occupent principalement des comptoirs de négoce que la famille possède à Cologne et à Anvers. À la mort de sa femme Anne Klawens, en 1575, Andreas épouse en secondes noces Christine Kannengiesser (puissante famille de négociants colonais), d'où Henri-André de Gail, qui sera l'auteur de la branche française.

### Du Saint-Empire romain germanique au royaume de France
Henri-André de Gail (1580–1663, fils d’Andreas de Gail), s'installe en Alsace en 1617, à Molsheim où il est dépêché par l'empereur Rodolphe II et appelé par le prince-évêque de Strasbourg Léopold V comme conseiller de la régence épiscopale. Docteur en droit, conseiller aulique, conseiller de l’évêché, investi du fief impérial d’Obernai par l'empereur Matthias en 1623, anciennement cour de Rathsamhausen-Morimont, ainsi que du fief de Königsberg (champ du roi), comme son père.
Il s'installe en 1634 à Saverne, im oberen Hof. Né à Prague, ayant étudié à l'université Charles IV où il obtient un Doctorat en 1602, il est doté de cette même intelligence et cet esprit cosmopolite qui caractérisait son père, bien que Henri-André ne connut son père que jusqu'à l'âge de sept ans. Il se marie en premières noces à Sophie von Quentel (d'où François-Egon de Gail), puis à la mort de cette dernière en 1627, épouse en secondes noces Marguerite von Broich, d'où Jean-André de Gail. Les familles de Quentel et de Broich sont toutes deux de puissantes dynasties du patriciat colonais.

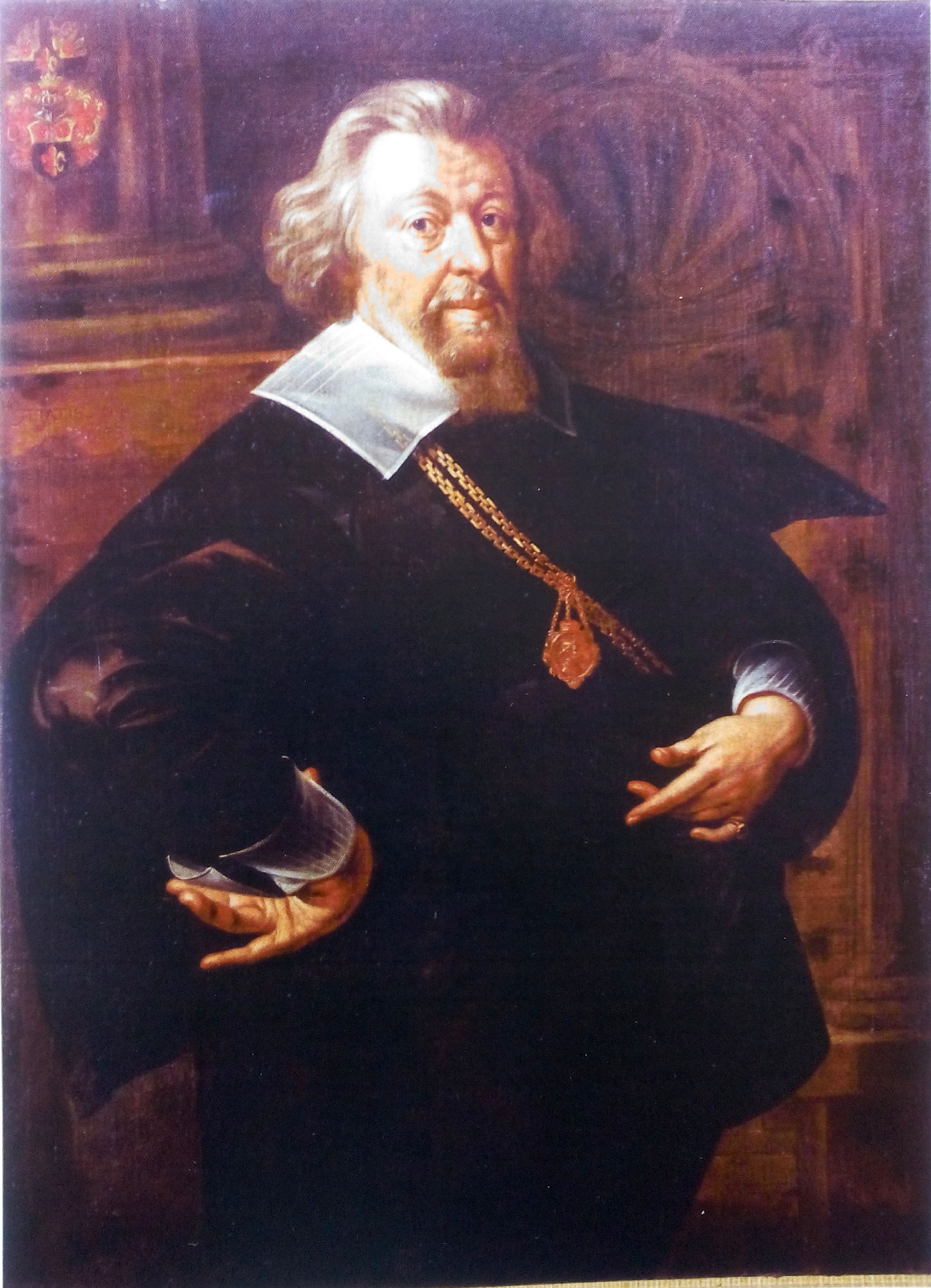
Henri André de Gail.

Après la confirmation de reconnaissance de Louis XIV, roi de France, à mesure que les villes d'Empire et que la province d’Alsace échoit au royaume de France. Cette vieille famille du patriciat de Cologne est désormais alsacienne et de culture française, mais sous les monarchies, les considérations nationalistes n'ont que peu de sens. Les Gail ont remonté le Rhin et sont membres du patriciat de Strasbourg, où ils sont inscrits au registre des Gentilshommes depuis le 30 juin 1674,. Louis XV, dans une lettre du 6 août 1773, affirme et confirme aux sieurs de Gail la qualité de barons, « en même temps qu'à d'autres familles illustres de notre province, les Oberkirsch, Berckheim, Landsberg, Rathsamhausen »[source insuffisante].
À Obernai, Jean-André de Gail, le fils d'Henri-André de Gail et de est nommé le 29 avril 1694 « maire perpétuel de la ville d’Obernai » par lettre royale. Jean-André assura alors cette fonction jusqu’en 1699, date à laquelle il la vendit. Jean-André de Gail est le fondateur de la branche cadette des Gail d'Obernai.

### François-Egon de Gail
Le fils aîné de Henri-André de Gail, François-Egon de Gail (1617-1691), est conseiller des ducs de Lorraine, poursuivant là encore, la tradition d'administrateurs, de conseillers et d'hommes d'états que la famille de Gail a acquis « par la vertu » (vis virtute, devise de la famille). François-Egon de Gail est également Conseiller aulique pour l'empereur Léopold Ier d'Autriche, conseiller épiscopal à Saverne et bailli de Bœrsch. À 24 ans, à peine sorti de ses études de droit, il est l'un des négociateurs du Traité de Munster. En 1664, il épouse Sabine de Diedenheim, la baronne du petit village d'Altdorf, dans l'Ortenau. François-Egon est le fondateur de la branche aînée des Gail de Mulhausen. En 1653, il obtient une nouvelle investiture des fiefs de son père Henri-André à Obernai, qui avaient été illégalement confisqués par les Suédois après les ravages de la guerre de Trente ans et attribuées à un sieur Georges Wetzel de Marsilly. François-Egon laissera à son petit frère Jean-André les biens d'Obernai. Ce dernier épouse en 1678 Marie-Marguerite de Maës. Le fils aîné de François-Egon est Walter-Joseph de Gail, prêteur royal d'Haguenau. Toutefois, c'est le puiné, André-François qui assumera la postérité de la famille.

### Les Gail de Mulhausen

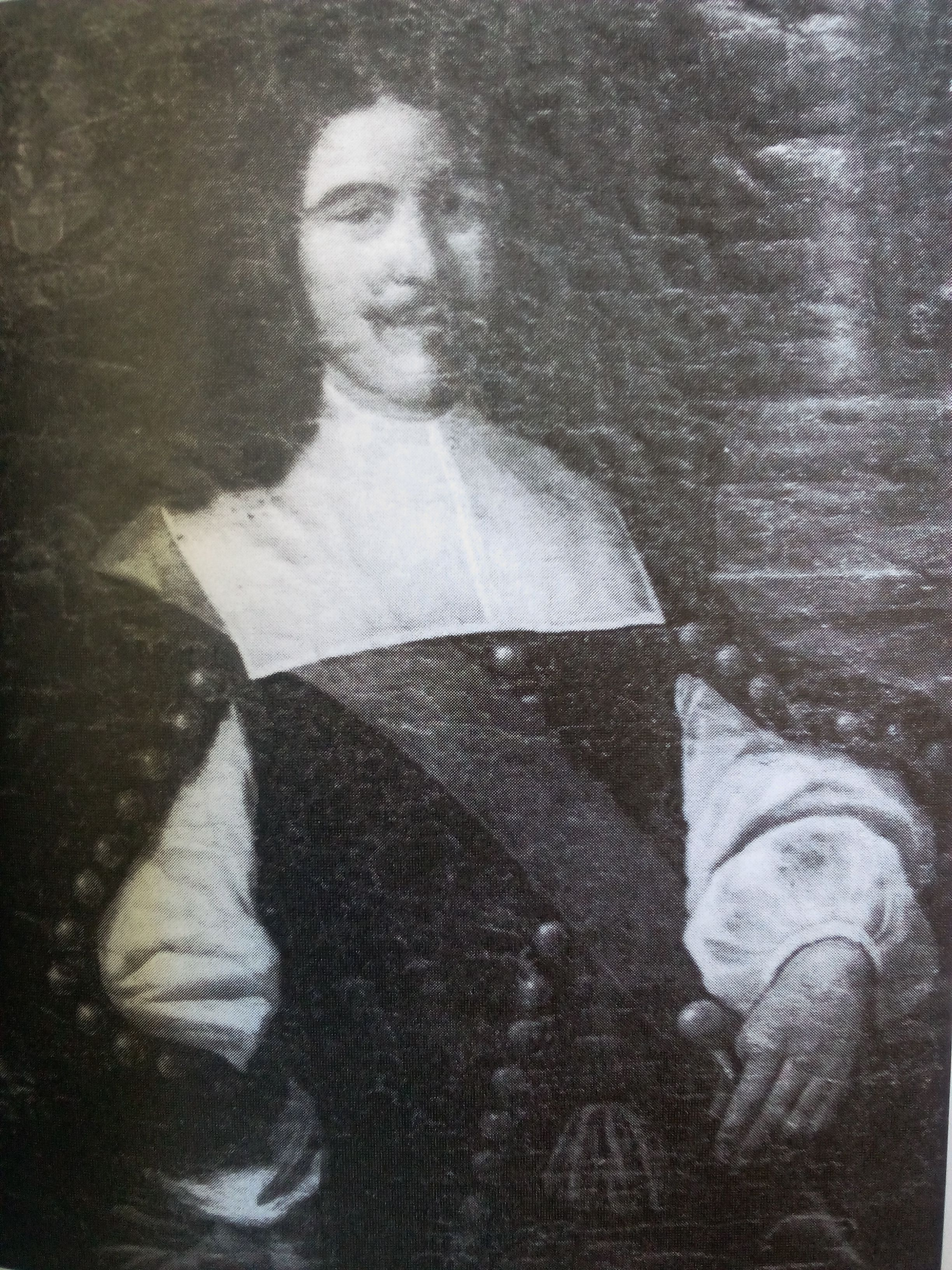
François-Egon, baron de Gail, conseiller des Ducs de Lorraine.

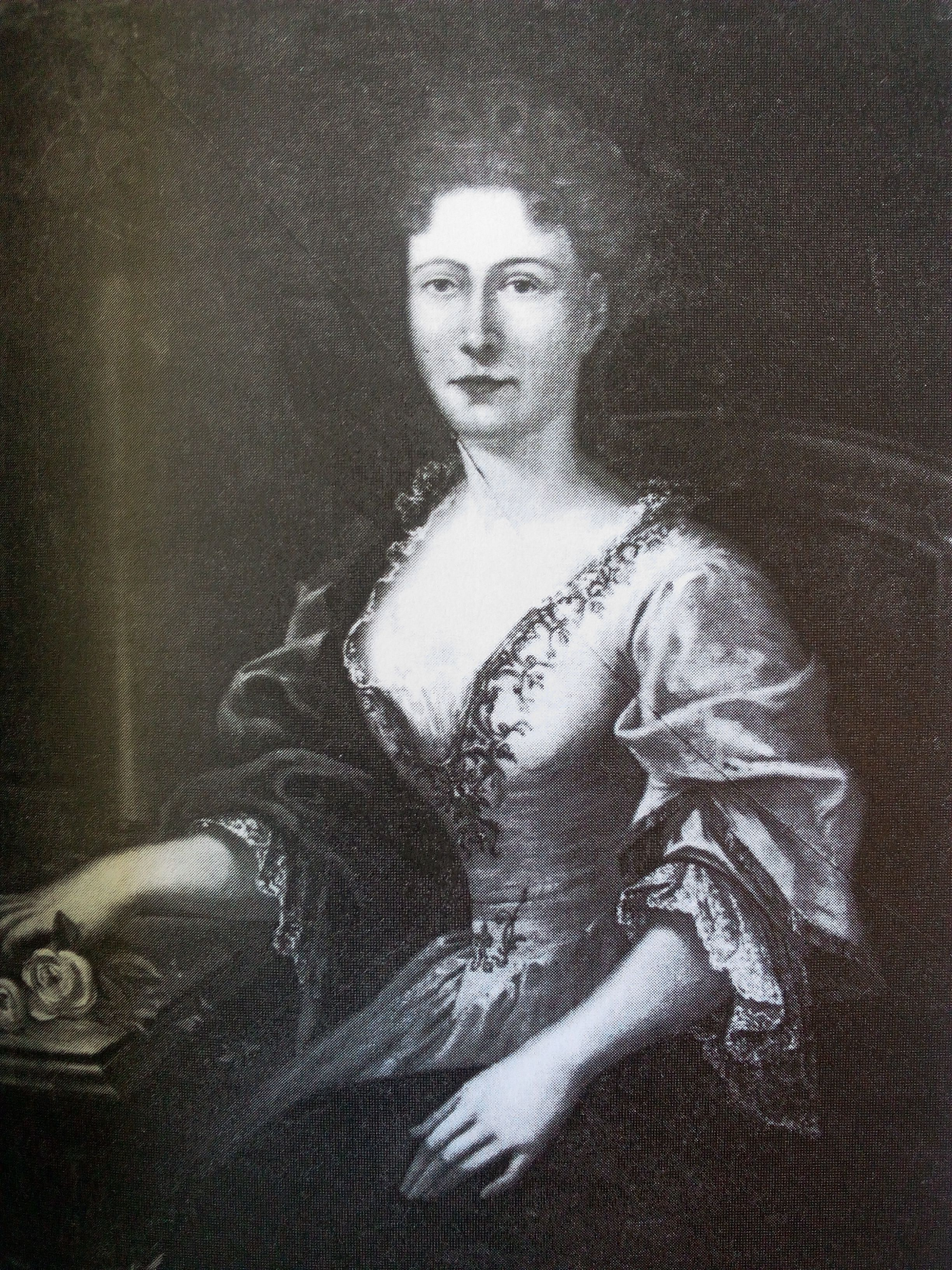
Anne Marie Elisabeth de Gail.

Le fief de Mulhausen (les 2⁄3 du village du Mulhausen, dans le Comté de Hanau-Lichtenberg) sont cédés en 1720 et définitivement en 1749 au conseiller d'épée de la régence de l’évêché à Saverne, le baron André-François de Gail (1670-1737), qui épouse sa demi-cousine Anne Marie Élisabeth, fille de Jean-André de Gail et de Marie-Marguerite de Maës (ce qui fait qu'André-François devient seigneur des fiefs de Mulhausen et d'Altdorf en Bade) puis à son fils Jacques-André-François-Egon, baron de Gail et d’Altdorf, ainsi qu’à leurs descendants mâles, selon acte établi par le prince-évêque de Strasbourg Armand-Gaston Ier de Rohan-Soubise en 1734.

#### Jacques-André de Gail

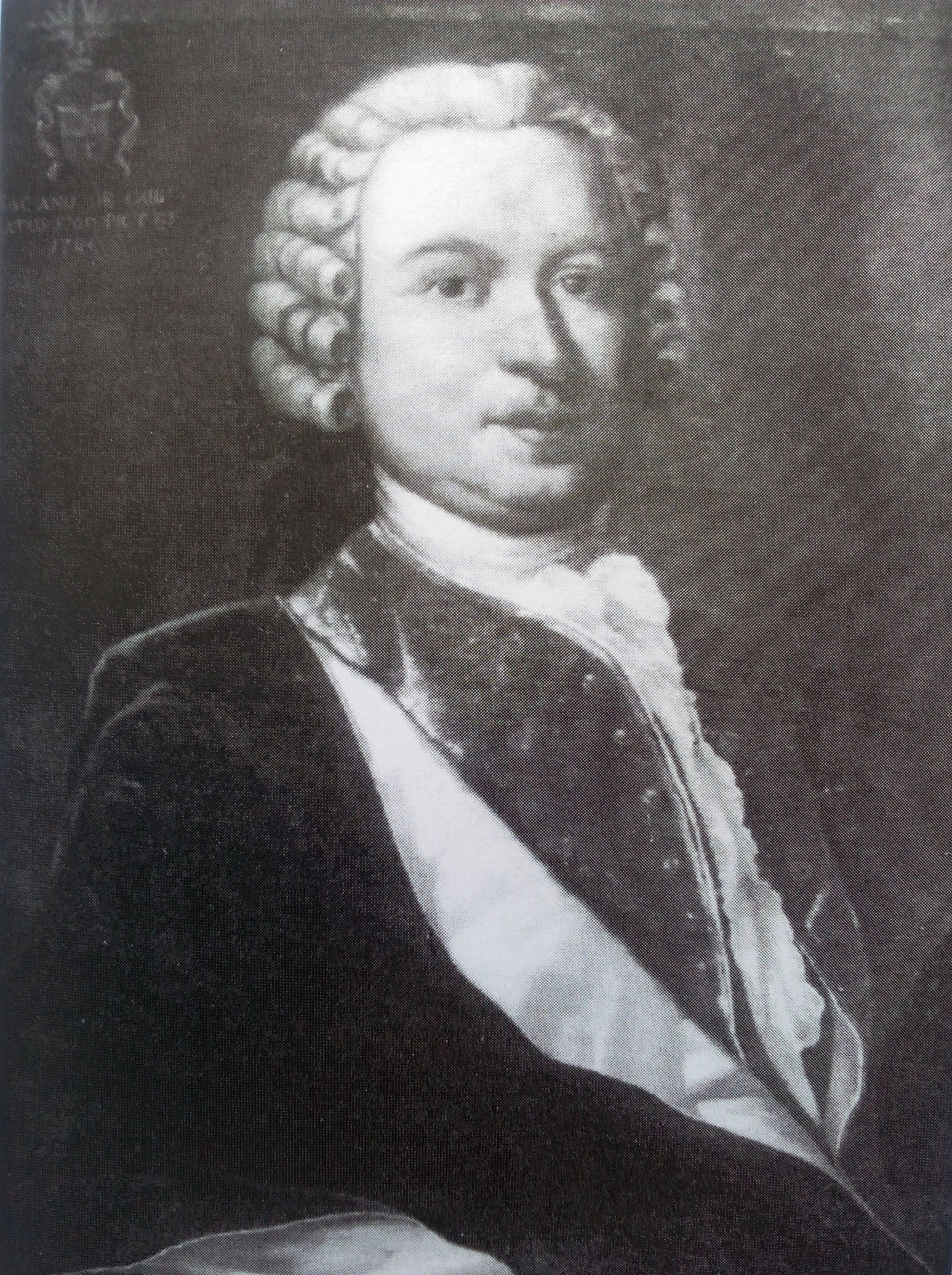
Jacques-André François Egon, Baron de Gail et d'Altdorf, directeur de la noblesse immédiate d'Empire d'Ortenau et de la noblesse de Basse-Alsace.

Jacques-André de Gail (1705-1784) est le fils du baron André-François et d'Anne-Marie-Elizabeth de Gail. Elevé au Collège Mazarin à Paris, il siège au Conseil de la Régence de l’évêché de Strasbourg. Il se marie en 1738 à Louise-Charlotte de Cointet de Filain, issue d'une vieille famille noble du Nivernais et de Franche-Comté. Jacques-André est le directeur de la noblesse immédiate d'Empire de l'Ortenau et directeur de la noblesse de Basse-Alsace. Ses trois fils, Denis-Joseph (capitaine du régiment d'Alsace), François-Louis (officier du régiment d'Alsace et chevalier de Saint-Georges) et Henri-François (officier du régiment des Dragons de Schomberg) se distinguent dans les rangs du régiment d'Alsace.

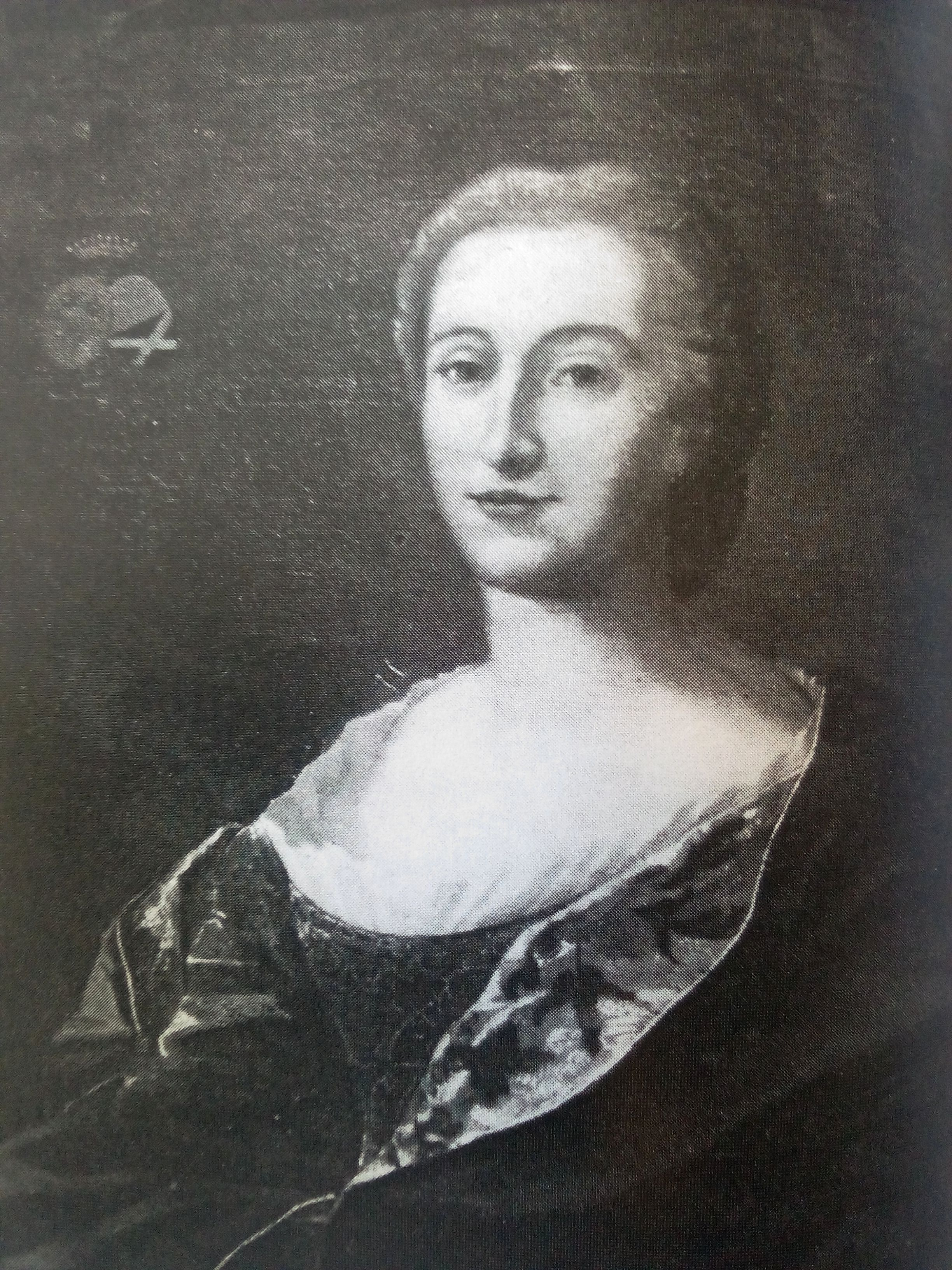
Louise-Charlotte de Gail, née Cointet de Filain.

#### François-Louis de Gail

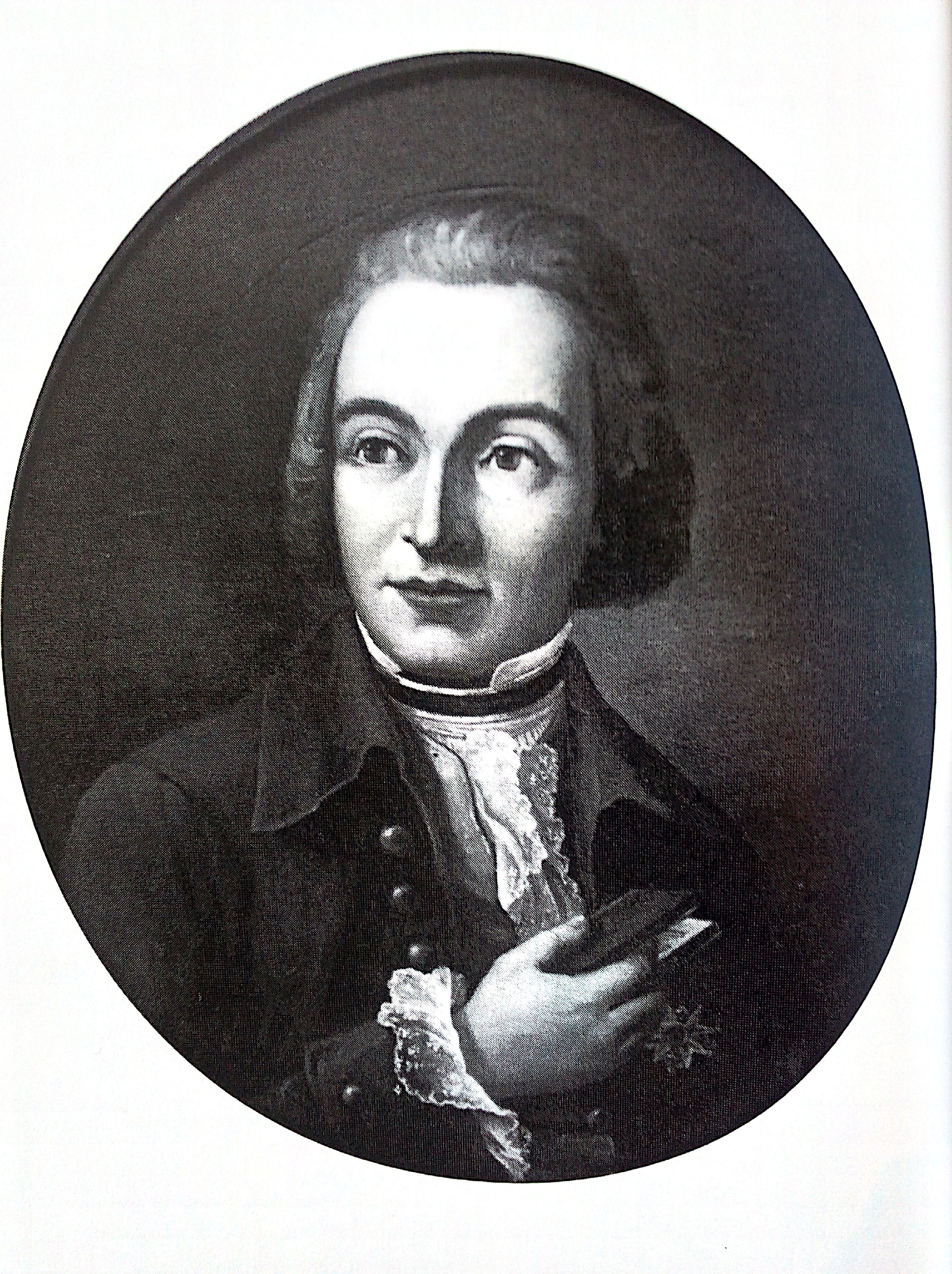
François-Louis, baron de Gail, seigneur de Mulhausen, chevalier de Saint-Georges (1749-1827).

Le chevalier François-Louis de Gail, officier du régiment d’Alsace et deuxième fils d'André-François, sera le dernier seigneur à régner sur le fief de Mulhausen sous l’ancien régime. En effet, il est essentiel de remarquer que la famille catholique de Gail n'a nullement été inquiétée par les émeutes rurales qui secouent le village de Mulhausen dans les années 1790. Alors que le village et les environs sont majoritairement luthériens, c'est contre le château des nobles protestants Voltz d'Altenau, héritiers de la grande famille des comtes de Rothenbourg, que les chefs révolutionnaires dirigent les foules enragées. Le château médiéval est entièrement détruit par la fureur révolutionnaire, démantelé, les morceaux vendus en pièces détachées par des opportunistes, et les membres de la famille, dont la baronne de Babenhausen sont chassés. Le chevalier François-Louis de Gail, pourtant parti rejoindre les armées de l'émigration, noble, catholique, entièrement attaché au service du royaume de France et sentimentalement fidèle à l'Autriche, ne sera pas inquiété par les révolutionnaires locaux, et le domaine de Gail de Mulhausen ne subira quasiment aucun attentat. 
Bernard Louis-Auguste de Gail (1799-1866) fils de François-Louis, s'installe durablement à Mulhausen où il consacre sa vie à l'agriculture. Il dirige l'exploitation du domaine familial; il est nommé maire de Mulhausen en 1835 et le reste jusqu'en 1850, date à partir de laquelle il s'occupe d'administrer le conseil d'arrondissement et le comice agricole cantonal dont il est le président. Il est également secrétaire de la Commission d'Agriculture d'Alsace. Administrateur passionné et hobereau exigeant, il reçoit en 1846 un prix pour la gestion exemplaire de son domaine.
Son fils, Charles-Antoine de Gail (1834-1888) nait au manoir Jagdschloss de Mulhausen. Après ses études, il revient à Mulhausen pour administrer le domaine agricole. Il se marie en 1867 à Marie-Adelaïde de Dartein, fille de François-Félix de Dartein et d'Émilie Hamart de Parpigné. Il est maire de Mulhausen jusqu'en 1870 et procède à de nombreux travaux d'amélioration de la commune. Il meurt prématurément en 1888, ses deux fils Henri et André ont opté pour la France à seize ans. La baronne de Gail demeure à Mulhausen, où elle continue d'administrer souverainement le domaine agricole avec l'aide de sa fille Cécile.
Henri-Charles-André de Gail (1874-1945) naît dans la maison familiale de Mulhausen où il suit les cours privés de son oncle l'abbé Gustave de Dartein. Il fait des études de droit et obtient un doctorat. Il produit une thèse sur le fédéralisme. Il est mobilisé dans l'armée française, comme son frère André, où il est officier interprète, ayant une connaissance de l'allemand, du français, et de tous les dialectes alémaniques, rhénans, welches, franciques. Il fait l'essentiel de la guerre sur le front des Vosges, notamment dans la région de Thann. Cité à plusieurs reprises, il reçoit la médaille militaire et est fait chevalier de la Légion d'honneur. Il est affecté par la suite au Tribunal de Strasbourg, puis comme Juge au Tribunal de Colmar. Il épouse Marie-Louise de Baillon en 1919 et retourne sur le fief familial de Mulhausen pour y reprendre l'exploitation agricole.
L’aïeul de Marie-Louise de Baillon était le colonel et chevalier d'Empire Pierre de Baillon, qui a fait la campagne de Belgique, a fait partie de l'escorte de Napoléon avant son embarquement pour l'ile d'Elbe, qui y fut son « adjoint du Palais », puis qui accompagna encore le corse dans son épopée des Cent-Jours. En 1938, conscient de l'imminence du conflit, le baron de Gail s'engage volontairement (il a déjà 64 ans) avec le grade de capitaine. Il est démobilisé définitivement en 1940. La famille revient en Alsace en 1945 et réside au Kempferhof (alors propriété à ses cousins de Dartein, aujourd'hui un golf), où une cousine des Gail, Henriette de Montalembert est présentée au jeune Philippe de Gaulle par l'abbé de Dartein. Le baron Henri-Charles-André de Gail décède le 30 novembre 1945 à Plobsheim.
À Mulhausen, dernier fief des Gail en Alsace, le domaine a survécu aux épreuves du temps, des guerres et des révolutions : les Gail de Mulhausen maintiendront leur domaine agricole, fonderont une fabrique de tuiles (dont l'activité périclitera en raison de la Ire guerre mondiale), fourniront plusieurs maires au village au XIXe siècle.

#### Les Gail d'Obernai
La branche d'Obernai évolua indépendamment des Gail de Mulhausen. Les Gail d'Obernai vont fonder une longue dynastie de militaires. Ils fourniront également plusieurs maires à Obernai au cours du XVIIIe et du XIXe siècle. Henri Thomas de Gail (1681-1734), fils de Jean-André de Gail et de Marie-Marguerite von Maes, hérite des investitures d'Obernai par son père. Sa famille réside à la Cour de Gail (3, rue de Gail à Obernai). Il se marie à Marie-Thérèse de Neuenstein en 1711.
Son fils, Joseph-André de Gail (1712–1747) fut le 332e Stettmeister de la ville de Strasbourg et à 29 reprises entre 1745 et 1787. Il épouse la baronne Anne-Claire de Dettlingen en 1747. C'est ainsi que les Gail s’établirent aussi à Gerstheim, les Dettlingen étant les seigneurs d'une partie du village avec les Bock et les Zorn de Bulach. Leur fille Marie-Françoise-Louise (1754–1838), épouse de Philippe-Auguste-Wolfgang de Rathsamhausen fut enterré dans l’église de Gerstheim. Quant à leur seconde fille, Marie-Sophie, veuve du Capitaine de Sanlèque du régiment d'Anhalt, elle prit une part active à la désignation des députés aux États Généraux de 1789 où elle est répertoriée comme « Dame de Sanlèque, née baronne de Gail ».
Leur fils, Henri-André II de Gail (1753-1825) inaugure sans aucun doute la longue tradition militaire qui va caractériser les Gail d'Obernai. Capitaine d'infanterie du régiment d'Alsace, conseiller noble, il émigre en Bavière pendant la Terreur et séjourne à la cour du prince Maximilien-Joseph à Munich où il est appelé comme chambellan. Il épouse en 1788 la baronne Claire-Agnès de Gohr. Leur fils, le baron Joseph-André II de Gail (1790-1882) fait la campagne de Russie en 1812 dans les rangs bavarois avec l'autorisation officielle de Napoléon Bonaparte. Après avoir épousé Catherine Zorn de Bulach en 1815, il revient à Obernai et en devient maire de 1838 à 1842. Il fait construire une imposante résidence à Obernai entre 1826 et 1827, dite « château de Gail » à la place d’un ancien relais de poste. Joseph André et ses fils, nés à la Cour de Gail à Obernai, sont les derniers barons de Gail à habiter la ville.
Après 300 ans de présence au service de la cité, la cour de Gail est abandonnée, le château de Gail est vendu à la Mairie qui en fait un Collège-Lycée (progymnasium). Le drame de 1870 y sera pour beaucoup. Henri-André III de Gail, fils de Joseph André et de Catherine Zorn de Bulach, fait une carrière de magistrat en Alsace (président du tribunal de Strasbourg et de Mulhouse entre 1865 et 1870 (il assiste à l'incendie du Tribunal à Strasbourg), puis devient conseiller à la cour de Nancy, où la famille s'est installée. Son fils aîné, le baron Étienne-Henri, fait la Première Guerre mondiale comme officier-interprète (il est bilingue anglais) détaché à l'armée anglaise, il obtient le grade de capitaine. Son second fils, Jean-François de Gail (1869-1951), fait la campagne du Soudan puis séjourne en Indochine. Il fait la Première Guerre mondiale sur le front Ouest, à l'Armée d'Orient, et enfin en 1920 lors de la guerre polono-soviétique. Il dirige l'école de cavalerie polonaise de Grudziądz et participe à l'occupation de la Ruhr et de la Rhénanie. Il devient général de brigade en 1924 (IVe Groupement de cavalerie, puis VIIIe Brigade de Dragons), puis général de division en 1925. Son frère, Joseph-André de Gail (1864-1947) fait l'école de guerre et devient colonel, officier de l'état-major.
Le château de Gail d'Obernai abrite aujourd'hui le lycée Freppel. L'actuel quartier Europe à Obernai correspond à une grande partie de l'ancien domaine des Gail. Une réunion de famille eut lieu en 1973 à Obernai pour célébrer les 400 ans d'anoblissement d'Andreas de Gail (1573) à l'occasion de laquelle le maire René Dubs remercia la famille au nom de la ville d'Obernai, dont le développement à la fin du XXe siècle fut grandement favorisé par l'acquisition des terrains de la famille de Gail, sur lesquels se trouvent les quartiers neufs et les zones d'activités Europe.

## Héraldique

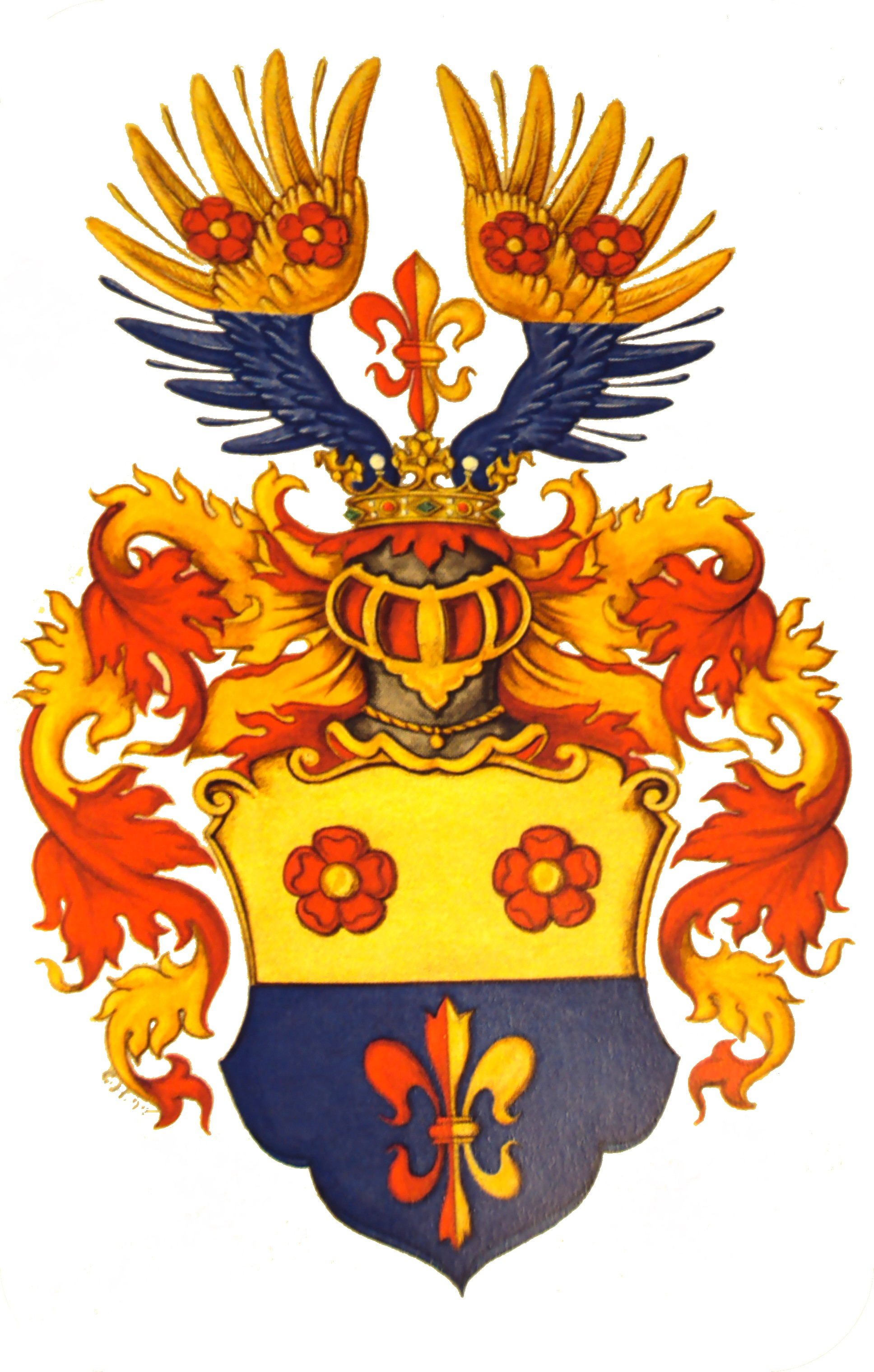
Armoiries de la famille de Gail.

Le blasonnement des armoiries de la famille de Gail, reçues de l’empereur Charles Quint le 15 avril 1532 est :

« D’or à 2 roses à cinq feuilles de gueules boutonnées d’or; coupé d’azur à la fleur de lys partie de gueules et d’or. »

Un autre blasonnement peut être trouvé :

« coupé : au premier d’or aux deux roses de gueules boutonnées du champ, au second d’azur à la fleur de lys partie de gueules et d’or. »

L’armorial de Rietstap classe la famille avec les Gayl et précise deux blasonnement différents :

« Coupé : au 1 d’or à deux roses accostées de gueule, barbées de sinople ; au 2 d’azure à une fleur-de-lis gueule. »

« Coupé : au 2 d’or à deux roses accostées de gueule, barbées de sinople ; au 2 d’azure à une fleur-de-lis partie d’or et de gueule. Casque couronné. »

L’armorial de la généralité d’Alsace précise pour André-François de Gail et Jean-André de Gail :

« Porte d’or à deux roses de gueules, coupé d’azur à une fleur‑de‑lys partie de gueules et d’or. »

Pour Walter-Joseph de Gail, on trouve un blasonnement différent :

« Porte d’or à deux roses de gueules, boutonnées d’or coupé d’azur à une fleur‑de‑lys d’or. »

Description du blason d’après Allgemeine Deutsche Biographie :
« Das Wappen war ein quergetheilter Schild, oben in Gold zwei Rosen und unten in Blau eine rothe Gleve, Lanzenspitze, auf dem Helm zwei Adlerflügel, auf denen der Schild wiederholt ist. »